# Хориспора
Хориспора (лат. Chorispora) — род травянистых растений семейства Капустные (Brassicaceae). В различных источниках также встречаются такие русскоязычные названия как Редечка (в Chorispora tenella Редечка нежная), или Многосемянница (в  Chorispora sibirica Многосемянница сибирская). 

## Ботаническое описание
Однолетние или многолетние, травянистые растения, опушённые простыми и железистыми волосками. Листья цельные или перистые.
Цветки собраны в кисти. Чашелистики прямые. Лепестки длинноноготковые, отгиб расширенный, округлый, жёлтые, лиловые или пурпурные. Тычинки свободные, с нектарниками у основания. Завязь сидячая. Плод — нераскрывающиЙся, цилиндрический, волнисто-бугристый, членистый, двурядный стручок. Семена окаймлённые, плоские. Семядоли плоские, зародыш краекорешковый.

## Классификация

### Таксономия[4]
Chorispora R.Br. ex DC., 1821, Syst. Nat. 2: 435
Род Хориспора относится к семейству Капустные (Brassicaceae) порядка Капустоцветные (Brassicales). Кладограмма в соответствии с Системой APG IV по состоянию на июнь 2023 года:
|  |                                      |  |                                   |                                   |                     |  | ещё 16 семейств |              |               |                         |
|  |                                      |  |                                   |                                   |                     |  |                 |              |               | 13 подтвержденных видов |
|  |                                      |  |                                   | порядок Капустоцветные            |                     |  |                 |              | род Хориспора |                         |
|  |                                      |  |                                   | порядок Капустоцветные            |                     |  |                 |              | род Хориспора |                         |
|  | отдел Цветковые, или Покрытосеменные |  |                                   |                                   | семейство Капустные |  |                 |              |               |                         |
|  | отдел Цветковые, или Покрытосеменные |  |                                   |                                   |                     |  |                 |              |               |                         |
|  |                                      |  | ещё 63 порядка цветковых растений | ещё 63 порядка цветковых растений |                     |  |                 | ещё 354 рода | ещё 354 рода  |                         |
|  |                                      |  |                                   | ещё 63 порядка цветковых растений |                     |  |                 |              | ещё 354 рода  |                         |

### Виды
- Chorispora bungeana Fisch. & C.A.Mey. — Хориспора Бунге
- Chorispora gracilis Ernst
- Chorispora greigii Regel — Хориспора Грейга
- Chorispora iberica (M.Bieb.) DC. — Хориспора грузинская
- Chorispora insignis Pachom.
- Chorispora macropoda Trautv. — Хориспора крупноногая
- Chorispora persica Boiss.
- Chorispora purpurascens (Banks & Sol.) Eig
- Chorispora sabulosa Cambess.
- Chorispora sibirica (L.) DC. — Хориспора сибирская
- Chorispora songarica Fisch. & C.A.Mey. — Хориспора джунгарская
- Chorispora tashkorganica Al-Shehbaz, T.Y.Cheo, L.L.Lu & G.Yang
- Chorispora tenella (Pall.) DC. — Хориспора нежная